# أنابيل كروفت
أنابيل كروفت (بالإنجليزية: Annabel Croft)‏ مواليد 12 يوليو 1966 في كنت، لندن الكبرى، إنجلترا، هي لاعبة كرة مضرب بريطانية سابقة، اعتزلت اللعب في 1988. كما أنها إحدى بطلات الجراند سلام. أعلى تصنيف لها في الفردي كان المركز الـ 21 في سنة 1985.

## الخط الزمني للأداء
مفتاح
| ف | ن | ن.ن | ر.ن | د# | د.م | ل | أ.أ | ت | غ | ب | ف | ذ | م.خ | ل.ت |

(ف) فاز بالبطولة (ن) وصل النهائي (ن.ن) نصف النهائي (ر.ن) ربع النهائي (د#) الأدوار الأربعة الأولى (د.م) دور المجموعات (ل) شارك في كأس ديفيز (أ.أ) خرج من الأدوار الاولى (ت) خسر التصفيات التأهيلية (غ) غاب عن الحدث أو البطولة (ب) حصل على ميدالية برونزية (ف) حصل على ميدالية فضية (ذ) حصل على ميدالية ذهبية (م.خ) بطولة الماسترز خُفضت إلى مرتبة أقل (ل.ت) البطولة لم تعقد في السنة المعينة.
لتجنب الارتباك وازدواجية الحساب، يتم تحديث هذه المعلومات إما في نهاية البطولة، أو عندما تكون مشاركة اللاعب في البطولة قد انتهت.

### الفردي
| الدورة                        | 1982 | 1983 | 1984 | 1985 | 1986 | 1987 | 1988 | ف-خ  | فوز / مشاركة |
| ----------------------------- | ---- | ---- | ---- | ---- | ---- | ---- | ---- | ---- | ------------ |
| دورات الجراند سلام            |      |      |      |      |      |      |      |      |              |
| بطولة أستراليا المفتوحة للتنس | ت1   | ت2   | د1   | د1   | ل.ت  | غ    | د1   | 0–3  | 0 / 3        |
| دورة رولان غاروس الدولية      | غ    | ت1   | د1   | د1   | د2   | د1   | غ    | 1–4  | 0 / 4        |
| بطولة ويمبلدون                | د1   | د1   | د3   | د1   | د1   | د2   | غ    | 3–6  | 0 / 6        |
| أمريكا المفتوحة               | ت2   | د1   | د1   | د2   | د3   | د2   | غ    | 4–5  | 0 / 5        |
| فوز-خسارة                     | 0–1  | 0–2  | 2–4  | 1–4  | 3–3  | 2–3  | 0–1  | 8–18 | 0 / 18       |
| تصنيف نهاية العام             | 161  | 138  | 82   | 24   | 82   | 141  | 265  |      |              |

## وصلات خارجية
- أنابيل كروفت على موقع IMDb (الإنجليزية)
- أنابيل كروفت على موقع قاعدة بيانات الفيلم (الإنجليزية)
- أنابيل كروفت على موقع رابطة محترفات التنس (الإنجليزية)
- أنابيل كروفت على موقع الاتحاد الدولي لكرة المضرب (الإنجليزية)
- أنابيل كروفت على موقع كأس بيلي جين كينغ (الإنجليزية)
- أنابيل كروفت على موقع خلاصة التنس.كوم (الإنجليزية)
- أنابيل كروفت على موقع إي إس بي إن.كوم (الإنجليزية)

- الموقع الرسمي